# Centre interdisciplinaire de réalité virtuelle

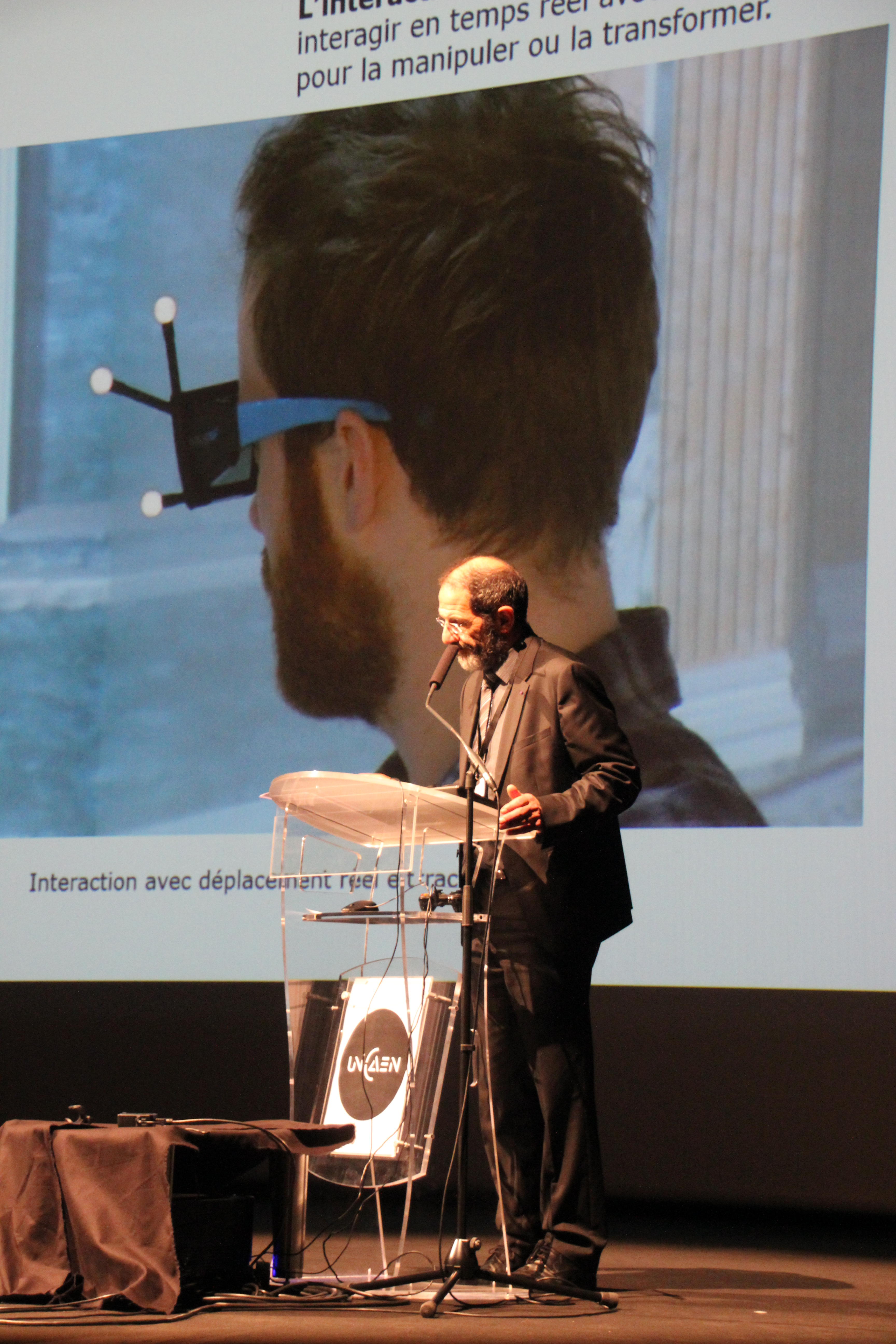
Philippe Fleury, directeur du CIREVE, lors de la commémoration des 10 ans des Nocturnes du Plan de Rome le 9 novembre 2016

Le Centre interdisciplinaire de réalité virtuelle est un plateau technique de l'Université de Caen. Fondée en 2006 à la suite de la structure Plan de Rome œuvrant à la restitution virtuelle de la Rome antique au IVe siècle en se basant sur la maquette de plâtre réalisée par Paul Bigot et exposée au sein de la Maison de la recherche en sciences humaines, la structure est membre de l'Association Française de Réalité Virtuelle, dont l'objectif est à la fois de mutualiser les moyens techniques et humains, mais également de promouvoir l'usage de la réalité virtuelle.
Outre les travaux liés à la restitution de Rome, le Cireve s'applique à restituer des bâtiments disparus de la ville de Caen avant les bombardements de la bataille de Normandie, mais d'autres constructions ont également fait l'objet de travaux, comme la Villa au grand péristyle de Vieux-la-Romaine et également l'église Saint-Pierre de Thaon.
Depuis 2016, le CIREVE dispose d'une salle de réalité virtuelle de 45 m2.

## Direction
- Le directeur a été Philippe Fleury.
- Depuis février 2021, Sophie Madeleine